# Miguel Sanches Neto
Miguel Sanches Neto (Bela Vista do Paraíso, 25 de julho de 1965) é um escritor, professor universitário, e crítico literário brasileiro. Foi colunista da Gazeta do Povo, de Curitiba, entre 1993 e 2012, onde publicava artigos sobre literatura em uma coluna semanal. Também contribuiu para outros veículos de comunicação como: O Estado de S. Paulo, Jornal da Tarde, Jornal do Brasil, República, Bravo!, Poesia Sempre e D`Pontaponta. Publicou mais de 600 artigos de crítica literária  e mais de 50 livros no Brasil e no exterior. Atualmente é reitor da Universidade Estadual de Ponta Grossa.

## Biografia
Filho de Antonio Sanches, de ascendência tanto paterna quanto materna espanhola, e Nelsa da Silva Sanches, Miguel Sanches Neto nasceu em uma família de agricultores pobres de Bela Vista do Paraíso, no norte do Paraná, e foi criado em Peabiru, um pequeno município do interior. Ainda aos quatro anos de idade ficou órfão de pai. Até a sétima série do antigo ginásio, ele nunca tinha lido sequer um livro. Na adolescência ingressou no Colégio Agrícola Estadual de Campo Mourão, onde formou-se Técnico Agrícola.
Na década de 1980, Sanches Neto, foi aprovado no vestibular para cursar direito na Universidade Estadual de Londrina (UEL), entretanto, desistiu de cursar. Em 1984, ingressou no curso de letras da Faculdade de Filosofia, Ciências e Letras de Mandaguari (Fafiman).
Formou-se em letras em 1986 e em seguida passou a residir em Curitiba, onde atuou como professor da rede pública de ensino. Deu aula em Colombo, Pinhais, Rio Branco do Sul e Piraquara, na região metropolitana de Curitiba. Em 1989 especializou-se em Literatura Brasileira e Contemporânea pela Pontifícia Universidade Católica do Paraná (PUC-PR). Em 1991 iniciou o mestrado na Universidade Federal de Santa Catarina (UFSC), concluindo em 1993. Depois de morar em Peabiru, Curitiba e Florianópolis, estabeleceu residência em Ponta Grossa em 1993, ano em que se tornou docente da Universidade Estadual de Ponta Grossa (UEPG), no Departamento de Letras. Em 2000 foi diagnosticado Síndrome de Addison. Realizou o doutorado em teoria literária na Universidade Estadual de Campinas (Unicamp), concluindo em 1998 e fez, fez seu pós-doutorado, na Universidade do Minho (UMinho), em Portugal, em 2006. Em 2013, depois de 20 anos residindo no município, recebeu o título de Cidadão Honorário de Ponta Grossa.
Tornou-se um crítico literário contemporâneos do país, escrevendo para a Gazeta do Povo e a Revista Carta Capital. Embora o gosto por escrever venha desde sua adolescência, o escritor começou a ser reconhecido internacionalmente a partir do lançamento do livro Chove sobre minha infância pela Editora Record em 2000, obra já traduzida para a língua espanhola. Desde então, é um dos nomes mais representativos da nova literatura brasileira.[carece de fontes?]
É um escritor eclético, que navegou por diversos gêneros, porém tem o alicerce de sua obra no romance. No romance Um amor anarquista, de 2005, narra a história de um grupo de imigrantes italianos do município de Palmeira, nos Campos Gerais do Paraná, que, no final do século XIX, fundou a Colônia Cecília e tentou implantar o amor livre.
Foi Diretor-Presidente da Imprensa Oficial do Estado do Paraná, Pró-Reitor de Pesquisa e Pós-Graduação e Pró-Reitor de Extensão e Assuntos Culturais na UEPG. Atualmente, ocupa o cargo de reitor da UEPG, para o qual foi reeleito em 13 de abril de 2022, após a vitória anterior em 17 de maio de 2018. Ele assumiu em 31 de agosto de 2018, em substituição a Carlos Luciano Sant’Ana Vargas.

## Obras
| Ano  | Obra                                                                     | Editora                      |
| ---- | ------------------------------------------------------------------------ | ---------------------------- |
| 1994 | O artifício obsceno                                                      | Editora UEPG                 |
| 1996 | Achados do Chão                                                          | Editora UEPG                 |
| 1996 | Biblioteca Trevisan                                                      | Editora UFPR                 |
| 2004 | Entre dois tempo: viagem à literatura contemporânea do Rio Grande do Sul | Editora Unisinos             |
| 2013 | O lugar da literatura: ensaios sobre inclusão literária                  | EDUEL                        |
| 2017 | Roteiro literário Jamil Snege                                            | Biblioteca Pública do Paraná |

| Ano  | Obra                                               | Editora          |
| ---- | -------------------------------------------------- | ---------------- |
| 2004 | Herdando uma Biblioteca                            | Record           |
| 2006 | Impurezas amorosas                                 | Leitura          |
| 2009 | Um camponês na capital                             | Aymará           |
| 2010 | De pai para filho                                  | Scipione         |
| 2014 | Vista-se Logo Querida - Crônicas Reunidas          | Container        |
| 2014 | Cidades Alugadas - Crônicas Reunidas               | Container        |
| 2014 | Uma Outra Pele - Crônicas Reunidas                 | Container        |
| 2015 | Um Menino Toca Flauta no Metrô - Crônicas Reunidas | Container        |
| 2016 | Minha Vida de Velho - Crônicas Reunidas            | Container        |
| 2018 | Viagem a Foz                                       | Container        |
| 2020 | Museu da infância eterna                           | Ateliê Editorial |

| Ano  | Obra                                 | Editora              |
| ---- | ------------------------------------ | -------------------- |
| 2002 | Hóspede Secreto                      | FCC                  |
| 2008 | Primeiros Contos                     | Arte & Letra         |
| 2011 | Então você quer ser escritor?        | Record               |
| 2018 | A bicicleta de carga e outros contos | Companhia das Letras |

| Ano  | Obra                                | Editora              |
| ---- | ----------------------------------- | -------------------- |
| 2000 | Chove sobre minha infância          | Record               |
| 2005 | Um amor anarquista                  | Record               |
| 2008 | A primeira mulher                   | Record               |
| 2010 | Chá das cinco com o vampiro         | Objetiva             |
| 2012 | A máquina de madeira                | Companhia das Letras |
| 2015 | A segunda pátria                    | Intrínseca           |
| 2016 | A bíblia do Che                     | Companhia das Letras |
| 2022 | O último endereço de Eça de Queiroz | Companhia das Letras |

| Ano  | Obra                                     | Editora                |
| ---- | ---------------------------------------- | ---------------------- |
| 1991 | Inscrições a giz                         | FCC                    |
| 2000 | Venho de um país obscuro e outros poemas | Travessa dos editores  |
| 2003 | Abandono                                 | Edição fora do mercado |
| 2006 | Pisador de horizontes (poemas 1985-2005) | Editora UEPG           |
| 2010 | Alugo palavras                           | Edelbra                |
| 2022 | A ninguém e poesias reunidas             | Patuá                  |

| Ano  | Obra                                        | Editora         |
| ---- | ------------------------------------------- | --------------- |
| 2005 | Estatutos de um novo mundo para as crianças | Bertrand Brasil |
| 2005 | Amanda vai amamentar                        | Bertrand Brasil |
| 2006 | O rinoceronte ri                            | Record          |
| 2006 | A cobra que não sabia cobrar                | Global          |
| 2007 | Estatutos de um novo mundo para os animais  | Bertrand Brasil |
| 2008 | Amor de menino                              | Record          |
| 2008 | Guerra do Chiclete                          | Positivo        |

| Ano  | Obra                                                   | Editora      |
| ---- | ------------------------------------------------------ | ------------ |
| 2005 | Contos para ler em viagem                              | Record       |
| 2005 | Contos para ler na cama                                | Record       |
| 2005 | Contos para ler ouvindo música                         | Record       |
| 2005 | Melhores Contos de Domingos Pellegrini                 | Global       |
| 2007 | Contos para ler no bar                                 | Record       |
| 2007 | Contos para ler na escola                              | Record       |
| 2007 | Ficção: histórias para o prazer da leitura             | Leitura      |
| 2008 | Machado de Assis. O ideal do crítico                   | José Olympio |
| 2008 | Os 100 melhores sonetos clássicos da língua portuguesa | Leitura      |
| 2010 | Melhores poemas de Affonso Romano de Sant'Anna         | Global       |
| 2014 | Melhores contos Nélida Piñon: seleção                  | Global       |

Outros
- 1997 - Wilson Martins (Editora da UFPR)
- 2011 - Graça Aranha (Academia Brasileira de Letras)
- 2014 - Linhas órfãs (Inventa) - Aforismo
- 2014 - Muitas margens: sete dias na Rodovia (Arte & Letra) - Diário

| Ano  | Obra                     | Editora  | País      |
| ---- | ------------------------ | -------- | --------- |
| 2004 | Llueve sobre mi infancia | Poliedro | Espanha   |
| 2005 | Un amor anarquista       | Rosário  | Argentina |
| 2015 | La machine de bois       | Lux      | Canadá    |

## Prêmios e honrarias
- 1991 - Prêmio Nacional Luis Delfino, por Inscrições a giz.[1][2]
- 2002 - Prêmio Cruz e Souza, da Fundação Catarinense de Cultura, por Hóspede secreto.[1][2]
- 2005 - Prêmio Binacional das Artes e da Cultura Brasil-Argentina.[2]
- 2007 - Medalha do Mérito Fernando Amaro, da Câmara Municipal de Curitiba.
- 2013 - Cidadão Honorário de Ponta Grossa, da Câmara Municipal de Ponta Grossa.[3]
- 2014 - Ordem do Pinheiro, comendador, do Governo do Paraná.[3]